# Hrabstwo Clinton (Iowa)

Piramida wieku hrabstwa

Hrabstwo Clinton – hrabstwo położone w USA w stanie Iowa z siedzibą w mieście Clinton. Założone w 1837 roku.

## Miasta
| - Andover - Calamus - Camanche - Charlotte | - Clinton - DeWitt - Delmar - Goose Lake | - Grand Mound - Lost Nation - Low Moor | - Toronto - Welton - Wheatland |

## Gminy
| - Bloomfield - Brookfield - Camanche - Center - De Witt - Deep Creek | - Eden - Elk River - Grant - Hampshire - Liberty - Olive | - Orange - Sharon - Spring Rock - Washington - Waterford - Welton |

## Park Narodowy
- Upper Mississippi River National Wildlife and Fish Refuge

## Drogi główne
- U.S. Highway 30
- U.S. Highway 61
- U.S. Highway 67
- Iowa Highway 136

## Sąsiednie hrabstwa
- Hrabstwo Jackson
- Hrabstwo Carroll
- Hrabstwo Whiteside
- Hrabstwo Rock Island
- Hrabstwo Scott
- Hrabstwo Cedar
- Hrabstwo Jones